# اچ‌ام‌اس میلن (جی۱۴)
اچ‌ام‌اس میلن (جی۱۴) (به انگلیسی: HMS Milne (G14)) یک کشتی بود که طول آن ۳۶۲ فوت (۱۱۰ متر) بود. این کشتی در سال ۱۹۴۱ ساخته شد.